# Sinus Sabaeus
Sinus Sabaeus  è una caratteristica di albedo della superficie di Marte.